# Picarquín
Picarquín est un centre scout international du Chili, qui a accueilli le Jamboree mondial de 1998 de l'Organisation mondiale du mouvement scout. Il est situé dans la commune de Mostazal, Province de Cachapoal, dans la partie nord de la Région du Libertador General Bernardo O'Higgins.